# Aeroportul Mwanza
Aeroportul Mwanza (IATA: MWZ, ICAO: HTMW) este un aeroport din Regiunea Mwanza, Tanzania ce deservește zona Mwanza. Aeroportul a fost tranzitat în decembrie 2017 de 34.292 de pasageri.
Situat la o altitudine de 1.147 m, aeroportul dispune de o singură pistă. Este operat de Tanzania Airports Authority⁠(d).